# Enrique II de Lovaina
Enrique II de Lovaina (1020 — Monasterio de Santa Gertrudis, Nivelles 1078) fue conde de Lovaina y de Bruselas de 1054 a 1078.
Poco se sabe de Enrique de Lovaina, aunque sí se conoce que dio su apoyo en 1071 a Riquilda de Henao contra Roberto I el Frisio (1035 — 12 de octubre de 1093), conde de Flandes. Además, su hija, Ida de Lovaina, se casó más tarde con el segundo hijo de Riquilda, Balduino, que fue conde de Henao.
El hecho de ser hijo de Uda de Lorena, hizo que fueran sus tíos maternos el papa Esteban X y Godofredo de Bullán, duque de Lorena..

## Relaciones familiares
Fue hijo de Lamberto II, conde de Lovaina y de Bruselas y de la mencionada Uda de Lorena. Se casó con Adela de Batavia, hija de Eberardo de Batavia, conde de Batavia, de quien tuvo:
1. Enrique III de Lovaina, que se casó con Gertrudis de Flandes (1080 — 1117), hija de Roberto I el Frigio y de Gertrudis de Sajonia.[5]
2. Godofredo I, conde de Brabante, que casó dos veces, la primera con Ida de Chiny y de Namur y la segunda con Clemencia de Borgoña..[5]
3. Adalberto de Lovaina, obispo de Lieja..[5]
4. Ida de Lovaina (1060 —?) casada con Balduino II,[1] conde de Henao..[5]